# الصلت بن العاصي بن وابصة
الصلت بن العاصي بن وابصة بن خالد بن المغيرة المخزومي كان أحد وجوه وأشراف قريش، ومن قراء القرآن، فاتُّفق أنه شرب الخمر فحده عمر بن عبد العزيز عندما كان واليًا على المدينة، فأنف من ذلك ولحق ببلاد الروم فتنصر وأقام في القسطنطينية حتى مات.

## قصته
روى إسماعيل بن أبي حكيم قال: كتبت إلى عمر بن عبد العزيز، والبريد الذي جاءه من القسطنطينية يحدثه، قال: بينا أنا أسير على بغلتي في مدينة القسطنطينية إذ سمعت غناء لم أسمع غناء قط أحسن منه، فوالله ما أدري أكذاك هو أو لغربة العربية في تلك البلاد، فإذا رجل في غرفة درجة تلك الغرفة في الطريق، فنزلت عن بغلتي فأوثقتها، ثم صعدت الدرجة، فقمت على باب الغرفة، فإذا رجل مستلق على قفاه، واضع إحدى رجليه على الأخرى، وإذا هو يغني بيتين من الشعر لا يزيد عليهما، فإذا فرغ بكى فيبكي ما شاء الله، ثم يعيد ذلك البيتين، ثم يعود إلى البكاء، ففعل ذلك غير مرة، وأنا قائم على باب الغرفة، وهو لا يراني ولا يشعر بي، والبيتان:
قال: البيت الثاني لم ينشدنيه سعيد بن عامر، قال: قلت: السلام عليك، فأتيته فقلت: أبشر فقد فك الله أسرك، أنا بريد أمير المؤمنين عمر إلى هذه الطاغية في فداء الأساري، فإذا هو رجل من قريش، وكان أسر فسألوه فعرفوا منزلته فدعوه إلى النصرانية فتنصر، فزوجوه امرأة منهم، قال البريد: فقال لي: ويحك فكيف بعبادة الصليب، وشرب الخمر، وأكل لحم الخنزير، فقلت: سبحان الله، أما تقرأ القرآن إلا من أكره وقلبه مطمئن بالإيمان، فأعاد علي: فكيف بعبادة الصليب، وأعاد كلامه الأول، حتى أعاده غير مرة، قال : فرفع عمر يده، وقال: اللهم لا تمته أو تمكنني منه، قال: فما زلت راجيا لدعوة عمر، قال جويرية: وقد رأيت أخاه بالمدينة، بلغني أن اسم هذا الرجل المتنصر: الصلت بن العاص بن وابصة بن خالد بن المغيرة بن عبد الله بن عمر بن مخزوم، من أهل المدينة، حده عمر بن عبد العزيز في ولايته على المدينة، فخرج إلى نصيبين ولحق ببلاد الروم، فتنصر ومات هناك نصرانيا.
وفي رواية أخرى قال أبي الفرج الأصفهاني روى اليزيدي في خبره إن إسماعيل حدث أن عمر بن عبد العزيز بعث في الفداء، وقال عمر بن شبة إن إسماعيل حدث قال كنت عند عمر بن عبد العزيز فأتاه البريد الذي جاء من القسطنطينية فحدثه قال بينا أنا أجول في القسطنطينية إذ سمعت رجلا يغني بلسان فصيح وصوت شج: فكم من حُرَّة بين المُنَقَّى ... إلى أُحدٍ إلى جَنَباتِ رِيمِ، فسمعت غناء لم أسمع قط أحسن منه فلما سمعت الغناء وحسنه لم أدر أهو كذلك حسن أم لغربته وغربة العربية في ذلك الموضع، فدنوت من الصوت فلما قربت منه إذا هو في غرفة فنزلت عن بغلتي فأوثقتها ثم صعدت إليه فقمت على باب الغرفة فإذا رجل مستلق على قفاه يغني هذين البيتين لا يزيد عليهما وهو واضع إحدى رجليه على الأخرى فإذا فرغ بكى فيبكي ما شاء الله ثم يعيد الغناء، ففعل ذلك مرارا فقلت السلام عليكم، فوثب ورد السلام فقلت أبشر فقد فك الله أسرك أنا بريد أمير المؤمنين عمر بن عبد العزيز إلى هذا الطاغية في فداء الأساري، ثم سألته من أنت فقال أنا الوابصي أخذت فعذبت حتى دخلت في دينهم، فقلت له أنت والله أحب من أفتديه إلى أمير المؤمنين وإلي إن لم تكن دخلت في الكفر، فقال قد والله دخلت فيه فقلت أنشدك الله إلا أسلمت فقال أأسلم وهذان ابناي وقد تزوجت امرأة منهم وهذان ابناها وإذا دخلت المدينة قيل لي يا نصراني وقيل مثيل ذلك لولدي وأمهما لا والله لا أفعل، فقلت له قد كنت قارئا للقرآن فما بقي معك منه، قال لا شيء إلا هذه الآية: ربما يود الذين كفروا لو كانوا مسلمين، قال فعاودته وقلت له إنك لا تغير بهذا فقال وكيف بعبادة الصليب وشرب الخمر وأكل لحم الخنزير، فقلت سبحان الله أما تقرأ: إلا من أكره وقلبه مطمئن بالإيمان، فجعل يعيد علي قوله فكيف بما فعلت ولم يجبني إلى الرجوع، قال فرفع عمر يده وقال اللهم لا تمتني حتى تمكنني منه، قال فوالله ما زلت راجيا لإجابة دعوة عمر فيه.